# Llansanffraid Glan Conwy
Pour les articles homonymes, voir Llansantffraid.
Llansanffraid Glan Conwy ou simplement Glan Conwy est un village et une communauté du borough de comté de Conwy, au pays de Galles.
Il est situé dans le nord du borough de comté, en face de la ville de Conwy, sur l’estuaire de la Conwy. Au recensement de 2011, la communauté de Llansanffraid Glan Conwy comptait 2 196 habitants.